# Ђовани Ферари
Ђовани Ферари (Алесандрија, 6. децембар 1907 — Милано, 2. децембар 1982) био је италијански фудбалер који је играо као везни и као нападач са леве стране. Сматрају га једним од најбољих играча своје генерације, једним од најбољих италијанских играча икад, и једним од највећих играча свих времена, освајајући Серију А рекордних 8 пута, као и две узастопне титуле светског купа ( 1934. и 1938. ) са фудбалском репрезентацијом Италије. Заједно са Ђузепе Меацом и Ералдо Монцељом, један је од само тројице италијанских играча који су освојили два светска купа.
Креативни, плејмејкер у везном реду, Ферари је био снажан, физички спреман, вредан, свестран и заокружен фудбалер, али и великодушан тимски играч. Због своје техничке способности, визије, тактичке интелигенције и способности додавања, истакао се у грађењу нападачких акција и стварању шанси за саиграче, иако је такође био способан да постигне гол због свог снажног и прецизног шута. Такође је био распоређен као леви бочни или као офанзивни централни везни играч, познат као мецала, у италијанском фудбалском жаргону, током целе каријере.

## Клупска каријера
Ферари је рођен у Алесандрији, а своју фудбалску каријеру започео је у локалном клубу 1923. године, дебитујући у новооснованој Серији А 6. октобра 1929. године, у домаћој победи над Ромом резултатом 3:1. У клубу је остао до 1930, осим кратке позајмице Интернаплесу током сезоне 1925–26. У седмогодишњем периоду (1923–1930) са Алесандријом и Интернаплесом је играо у 136 утакмица и постигао 79 голова. Следеће године Ферари је прешао у Јувентус и уручен му је дрес са бројем 10 ; током тог петогодишњег периода (1930–1935) играо је на 125 утакмица и постигао 35 голова, уз пружање многих асистенција. Иако званични број асистенција које је пружио није забележен, речено је да је изузетно висок. Следећи клуб у који је Ферари прешао је Интер 1935., а потом Болоња, пре него што се поново вратио у Јувентус за последњу сезону каријере, у којој је такође играо улогу тренера, повлачећи се из фудбала 1942. После сезона као играч-тренер у Јувентусу, Ферари је такође управљао Интером од 1942. до 1943.
Један од највећих италијанских играча икада, освојио је 5 шампионата са Јувентусом, 2 са Интером и 1 са Болоњом ; заједно са Фурином и Буфоном, један је од само тројице играча који су освојили италијански рекорд од осам титула у Серији А (Чиро Ферара би такође освојио осам да титула Јувентуса од 2004. до 2005. године није опозвана због учешће у италијанском скандалу око намештања утакмица у Калчиополију 2006 ; Вирђинио Розета је такође освојио осам државних шампионата, али три од њих су дошла пре формирања професионалне Серије А). Ферари је такође један од шест фудбалера који су са три клуба освојили титулу Серије А, што је успео са Јувентусом, Интером и Болоњом; осталих пет играча којима је успео исти подвиг су Филиппо Цавалли, Алдо Серена, Пијетро Фана, Серђо Гори и Атилијо Ломбардо.